# Cyclopsitta gulielmitertii
Il pappagallo dei fichi pettoarancio (Cyclopsitta gulielmitertii (Schlegel, 1866)) è un uccello della famiglia degli Psittaculidi, endemico della Nuova Guinea.